# Bromebrinsäure
Bromebrinsäure ist eine chemische Verbindung aus der Gruppe der ungesättigten Ketocarbonsäuren und ein Anisol-Derivat.

## Eigenschaften und Verwendung
Bromebrinsäure wurde von tschechischen Wissenschaftlern synthetisiert und als Antitumormittel untersucht. Ihr Natriumsalz, Natriumbromebrat, wurde unter dem Namen Cytembena auf den Markt gebracht. Das Medikament ist ein Hydrolyse-Produkt von antineoplastisch aktiven Crotonolactonen. Natriumbromebrat ist karzinogen für Ratten.

## Regulierung
Über den Safe Drinking Water and Toxic Enforcement Act of 1986 besteht in Kalifornien seit dem 15. Mai 1998 eine Kennzeichnungspflicht für Produkte, die Natriumbromebrat (Cytembena) enthalten.